# Val Blue
Val Blue je odrůda brambor vyšlechtěná Výzkumným ústavem bramborářským v Havlíčkově Brodě a registrována byla v roce 2017.
Vznikla křížením odrůdy Valfi × VÚB 125/27. Slupka i dužina mají tmavě modrou barvu a šlechtění trvalo deset let.
Na agrosalonu Země živitelka v za ni výzkumný ústav dostal ocenění Zlatý klas.